# Чемпионат Советской Республики по тяжёлой атлетике 1922
3-е лично-командное первенство Советской Республики проходило с 20 по 25 февраля 1922 года в зале Главного управления Всевобуча (бывший "Тур-Ферейн") в Москве (РСФСР). В нём участвовало 42 атлета от 14 городов РСФСР, Украины и Белоруссии в 5 весовых категориях. Программа состояла из пятиборья (жим, рывок одной рукой, рывок двумя руками, толчок одной рукой и толчок двумя руками).

## Медалисты
| Категория     | Золото                               | Золото   | Серебро                            | Серебро  | Бронза                                      | Бронза   |
| До 60 кг      | Александр Бухаров «Сантос» (Москва)  | 376,6 кг | Лауда Иван «Коммунальник» (Москва) | 351,1 кг | Шепелянский Яков Клуб Ленина (Киев)         | 341,3 кг |
| До 67,5 кг    | Жуков Иван Клуб Ленина (Киев)        | 370,7 кг | Поль Валерий «Спарта» (Харьков)    | 369,5 кг | Аллекс Леонид «Спарта» (Харьков)            | 368,3 кг |
| До 75 кг      | Эхт Давид Красная Армия (Киев)       | 426,5 кг | Суслов Иван Лыжный клуб (Москва)   | 411,5 кг | Мусатов Иван «Гладиатор» (Москва)           | 377,2 кг |
| До 82,5 кг    | Спарре Ян Лыжный клуб (Москва)       | 481,4 кг | Орлеан Август «Электрик» (Харьков) | 404,4 кг | Ковыршин Сергей Орёл                        | 375,1 кг |
| Свыше 82,5 кг | Ширяй Александр «Гладиатор» (Москва) | 435,4 кг | Мач Арнольд Лыжный клуб (Москва)   | 393,5 кг | Кудрявцев Федор «Волгарь» (Нижний Новгород) | 338,9 кг |